# 萊茵貝克 (紐約州村)
萊茵貝克（英語：Rhinebeck）是位於美國紐約州達奇斯縣的村。
美國9號公路經過萊茵貝克。

## 人口
根據2020年美國人口普查的數據，萊茵貝克的面積為3.95平方千米，當中陸地面積為3.90平方千米，而水域面積為0.05平方千米。當地共有人口2697人，而人口密度為每平方千米683人。